# بلدة ألين (مقاطعة هانكوك)
بلدة ألين هي واحدة من سبعة عشر بلدة في مقاطعة هانكوك، أوهايو، الولايات المتحدة. اعتبارًا من تعداد 2010، كان عدد السكان 2533.

## الاسم والتاريخ
على مستوى الولاية، تقع مدن ألين الأخرى في مقاطعات دارك وأوتاوا والاتحاد.

## روابط خارجية
- موقع Allen Township الرسمي
- موقع مقاطعة هانكوك